# Seebrücke Zingst

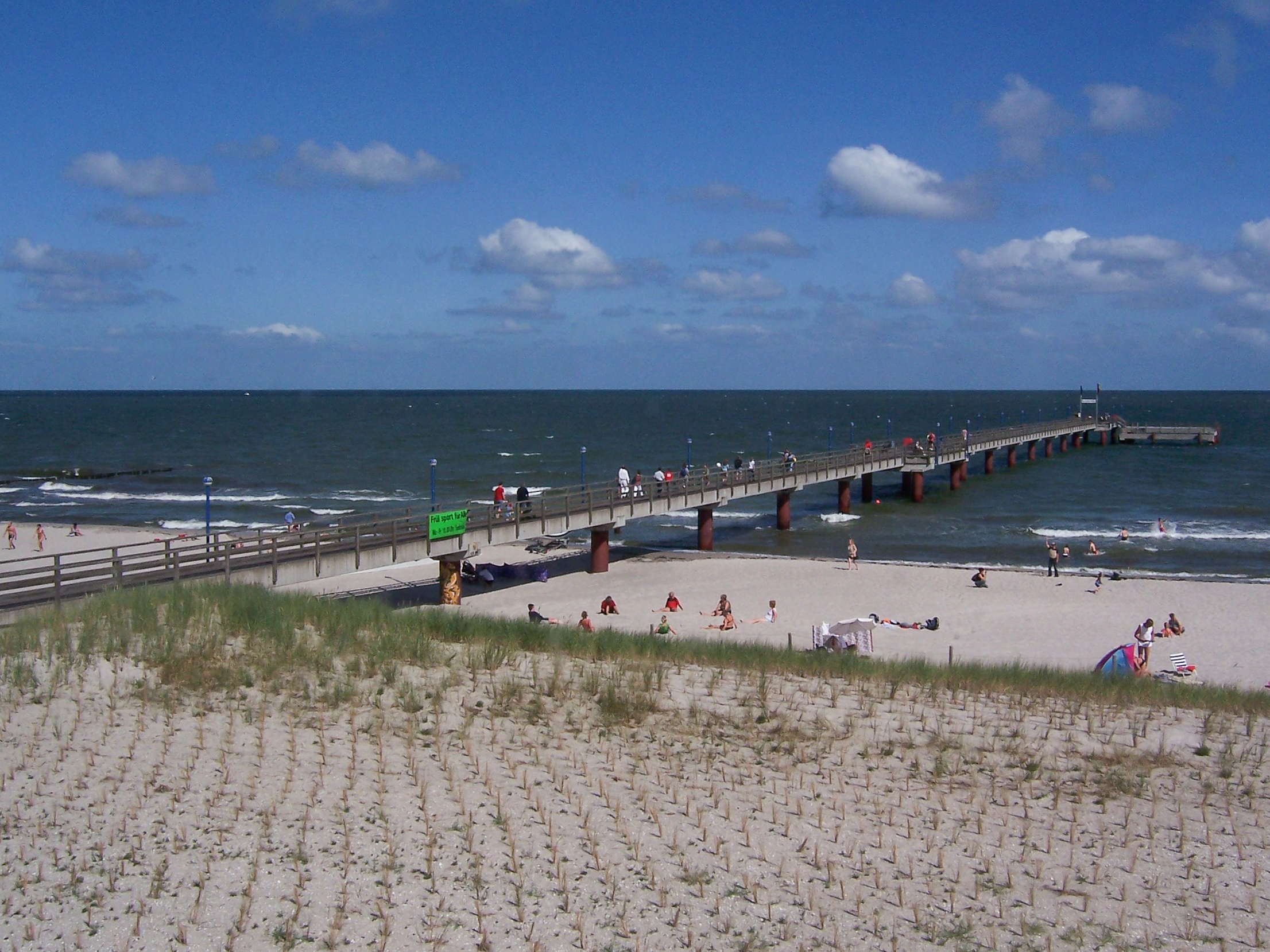
2006

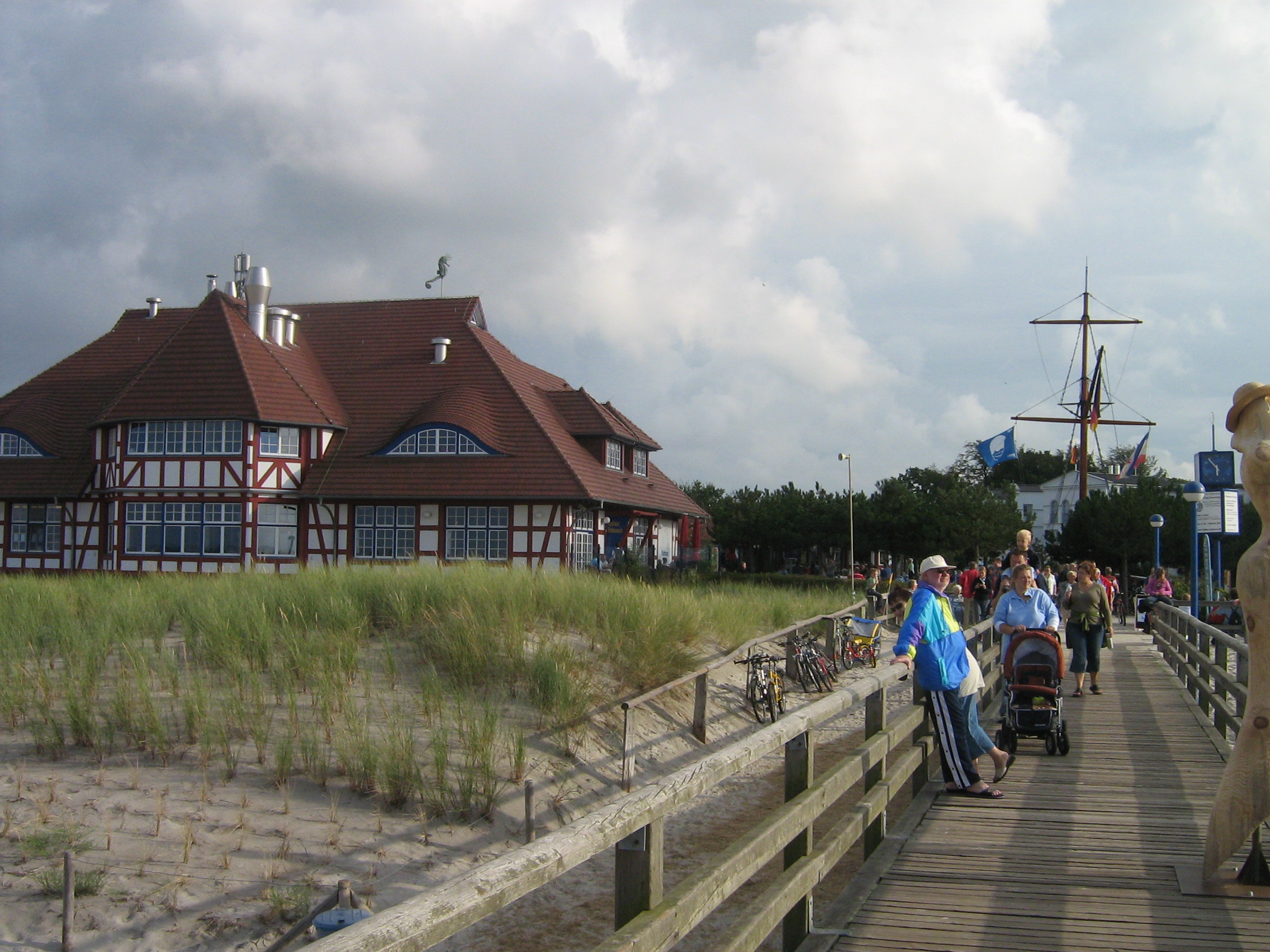
Blick auf das Kurhaus, 2006

Die Seebrücke Zingst ist eine Seebrücke im Ostseeheilbad Zingst an der Ostsee. Ein Vorgängerbau, ein Steg, war 1947 durch Sturm und Eisgang abbruchreif. Die neue 270 Meter lange und 2,50 Meter breite Seebrücke wurde im Mai 1993 eingeweiht. Seit 2013 befindet sich am Ende der Seebrücke eine Tauchgondel.